# Elisabeth Müller-Luckmann
Elisabeth „Mary Lou“ Müller-Luckmann (* 16. Oktober 1920 in Braunschweig; † 6. Juli 2012 in Berlin) war eine deutsche Professorin für Psychologie, Gerichtsgutachterin, Krimiautorin und Kolumnistin.

## Leben
Müller-Luckmann promovierte 1945 an der Carolo-Wilhelmina. 1955 habilitierte sie als erste Frau an der TU Braunschweig mit der Habilitationsschrift Glaubwürdigkeit kindlicher und jugendlicher Zeugen bei Sexualdelikten. 1962 nahm sie einen Ruf an die TU Braunschweig an, und bis 1986 leitete Müller-Luckmann dort die Abteilung für Diagnostik und Klinische Psychologie.
Müller-Luckmann war außerdem von 1970 bis 1975 Vorsitzende der Deutschen Gesellschaft für Sexualforschung.
Von den 1960er Jahren bis 2007 war sie psychologische Beraterin für Leserinnen in der Für Sie und für Leser unter anderem in der Rubrik Von Mensch zu Mensch des Hamburger Abendblattes.
Zwischen 1946 und 1999 war sie als Gerichtsgutachterin tätig, unter anderem in den Prozessen gegen den Kindermörder Jürgen Bartsch, gegen Marianne Bachmeier und die Kindsmörderin Monika Böttcher, sowie im Fall des Hamburger Serienmörders Fritz Honka.
Mit dem Kriminologen Christian Pfeiffer verband sie eine langjährige Freundschaft.

## Auszeichnungen
- 1997: Hugo-Münsterberg-Medaille vom Berufsverband Deutscher Psychologinnen und Psychologen
- 1999: Beccaria-Medaille in Gold für besondere Verdienste in der Forensischen Psychologie der Neuen Kriminologischen Gesellschaft (NKG)
- 2005: Verdienstkreuz 1. Klasse des Niedersächsischen Verdienstordens für ihr Lebenswerk im Bereich der Angewandten Psychologie und der Kriminologie

## Schriften
Wissenschaft
- 1959: Über die Glaubwürdigkeit kindlicher und jugendlicher Zeuginnen bei Sexualdelikten (Beiträge zur Sexualforschung, 14), Stuttgart: Enke
- 1962 mit Günter Blau (Hrsg.): Gerichtliche Psychologie: Aufgabe und Stellung der Psychologen in der Rechtspflege. Neuwied am Rhein, Berlin-Spandau: Luchterhand

Sachbücher
- 1979: Wie man den Alltag zu zweit besteht: ein psychologischer Ratgeber, München: Lichtenberg-Verlag, ISBN 978-3-7852-1220-2

Belletristik
- Mrs. Chivers Tod, Ernst Kabel Verlag, Hamburg 1988, ISBN 978-3-8225-0076-7
- Ich habe ihn getötet, Ernst Kabel Verlag, Hamburg 1992, ISBN 978-3-8225-0202-0